# Jean Demozay
Jean François Demozay (Nantes, 21 marzo 1915 – Loges-en-Josas, 19 dicembre 1945) è stato un militare e aviatore francese, asso dell'aviazione da caccia nel corso della seconda guerra mondiale con 21 vittorie ottenute in 400 missioni.

## Biografia
Nacque a Nantes il 21 marzo 1915, figlio di Lucien, direttore degli Établissements Holtzer a Firminy, presidente della Camera di commercio di Saint-Étienne, e di Lucie Walch.
Frequentò la Scuola Beaugency nel Loiret dove si stabilì co la sua famiglia, poi il Liceo Saint Joseph du Locquidy a Nantes prima di continuare i suoi studi in Inghilterra. Quando suo padre morì nel 1932 egli divenne il capofamiglia e, dovendo abbandonare la scuola, lasciò il Saint John's College di Southsea per rilevare l'attività del padre e stabilirsi con la sua famiglia a Parigi.
Chiamato a prestare servizio militare di leva il 20 novembre 1936, fu assegnato al 19° Escadron du train a Parigi ma fu presto congedato per incapacità fisica. Lavorò come agente di commercio in una società di Nantes. Venne richiamato il 12 novembre 1937, ma fu nuovamente riformato.
Al momento della dichiarazione di guerra alla Germania, il 3 novembre 1939, chiese di essere visto da una commissione medica che lo dichiarò idoneo al servizio attivo.
Assegnato al 19° Escadron du train a Parigi, ottenne, grazie alla conoscenza della lingua inglese, di essere inviato come interprete presso la Royal Air Force in servizio presso la Advanced Air Strike Force con quartier generale a Reims. Nel gennaio 1940 fu trasferito al Battaglione Aereo 117, struttura amministrativa del quartier generale dell'Armée de l'air.
Fu quindi distaccato presso il No.1 RAF Squadron dotato dei caccia Hawker Hurricane dove colse l'occasione per osservare attentamente la tecnica dei piloti britannici che di tanto in tanto lo lasciavano esercitarsi al volo sul loro piccolo aereo da collegamento Miles Magister.
Durante la ritirata del giugno 1940 il No.1 RAF Squadron ritornò in Gran Bretagna ed egli si trovò a Nantes. Volendo a tutti i costi continuare la lotta contro i tedeschi, decise, insieme a sedici tecnici della RAF che originariamente dovevano recarsi in camion a La Rochelle per imbarcarsi, di volare in Gran Bretagna. Il 17 giugno 1940, insieme ad un altro francese e ai 16 tecnici, si imbarcò a bordo di un aereo da trasporto Bristol Bombay, e il piccolo gruppo decollò dalla base aerea di Château-Bougon. Postosi ai comandi del velivolo, lasciato sulla pista con i serbatoi pieni di carburante a causa del ruotino di coda rotto, pur non avendo mai pilotato un bimotore, riuscì a decollare ed ad atterrare a Sutton Bridge dimostrando straordinarie doti di pilota. 
Il 24 giugno 1940 si unì alle Forze della Francia Libera (matricola 30581) e fu assegnato alla base di Saint Athan dove erano raggruppati gli aviatori francesi. Dichiaratosi titolare di un brevetto di pilota civile riuscì ad essere assegnato alla RAF e fu ammesso ad un corso di addestramento presso il No.5 Operational Training Unit (OTU) di Aston-Down. 
Dopo tre mesi al No.5 OTU , il 16 ottobre 1940, con il grado di aspirante fu assegnato, questa volta come pilota, al No.1 RAF Squadron partecipando alla battaglia d'Inghilterra.
Promosso sottotenente, l'8 novembre ottenne la sua prima vittoria abbattendo un bombardiere Junkers Ju 88. 
Nominato capo sezione (flight officer), il 24 marzo 1941 abbatté un caccia Messerchmitt Bf 109 e pochi giorni dopo fu promosso tenente.
Nella notte tra il 10 e l'11 maggio conseguì la sua terza vittoria in combattimento aereo, seguita presto da un'altra il 25 maggio; tre giorni dopo divenne comandante della B Flight del No.1 RAF Squadron.
A metà giugno 1941 fu trasferito per un breve impiego al No.242 RAF Squadron, di base nella periferia nord di Londra. Il 22 e 23 giugno 1941 vinse la sua quinta e sesta vittoria aerea abbattendo due Bf 109E. Con Decreto del 30 giugno fu nominato Compagno della Liberazione dal generale Charles de Gaulle.
Assegnato al No.91 RAF Squadron il 29 giugno 1941, fu nominato comandante della Flight A dell'unità. Nel luglio 1941 conseguì ulteriori tre vittorie e fu promosso capitano il mese successivo.
All'inizio del mese di agosto abbatté un altro Bf 109, e il 29 agosto ottenne la sua undicesima vittoria a spese di un altro Bf 109.
In settembre abbatté ulteriori due Bf 109 e distrusse un aereo Henschel Hs 126 a terra; in ottobre, dopo aver abbattuto un altro Bf 109 fu insignito della Distinguished Flying Cross. In novembre conseguì la sua quindicesima vittoria aerea abbattendo un altro Bf 109 e ne danneggiò diversi altri a terra.
Nel gennaio 1942 distrusse in volo un Bf 109, concludendo il suo primo ciclo operativo, e fu quindi assegnato per cinque mesi al quartier generale del No.11 Group, che comandava i caccia schierati nel sud-est dell'Inghilterra, per tenere corsi di tattica. Nel maggio 1942, divenuto maggiore, fu nominato membro del Consiglio dell'Ordine della Liberazione.
All'inizio di luglio divenne il primo pilota francese a ricevere una "bar" sulla sua Distinguished Flying Cross; pochi giorni assunse il comando del No.91° Squadron, specializzato nei voli a lungo raggio sulle coste continentali. Tra settembre e novembre 1942 abbatté tre caccia Focke-Wulf Fw 190.
Nel gennaio 1943 fu nominato Wing commander e dovette lasciare il teatro delle operazioni in quanto incaricato dal generale de Gaulle di rappresentare le Forces aériennes françaises libres (FAFL) all'interno della missione del generale Georges Catroux, che mirava a preparare la fusione delle Forze francesi libere con l'Esercito francese del Nord Africa. Fu in quello stesso periodo che, per evitare rappresaglie contro la sua famiglia rimasta in Francia, assunse il nome di "Morlaix" quando fu intervistato da Maurice Schumann a Radio Londra.
Lasciato il suo comando nel gennaio 1943, quando aveva effettuato più di 400 missioni di guerra e conseguito 19 vittorie aeree accertate e 2 probabili. Era anche responsabile della distruzione, parziale o totale, di molte imbarcazioni e aerei a terra.
Promosso tenente colonnello nel giugno 1943, fu assegnato al comando dell'aeronautica militare francese in Medio Oriente. Incaricato di istruire i piloti francesi, fece costruire un aereo da addestramento a Rayack nella primavera del 1944.
Nell'aprile 1944 entrò nel gabinetto militare del Commissario dell'aeronautica ad Algeri. In questa posizione creò in Algeria, con i limitati mezzi a disposizione, il Gruppo aereo di cooperazione "Patrie" destinato a sostenere le Forces françaises de l'intérieur (FFI) del sud-ovest in Francia.  Il gruppo, partito da Algeri, arrivò nei pressi di Tolosa il 26 agosto 1944 e prese parte attiva alle operazioni di liberazione, attaccando le truppe tedesche in ritirata e portando a termine più di 200 missioni offensive con la distruzione di 300 veicoli.
Il mese successivo fu assegnato al gabinetto militare del Ministro dell'Aeronautica Charles Tillon a Parigi prima di essere assegnato come vice al generale comandante delle scuole aeree nell'ottobre 1945.
Morì il 19 dicembre 1945 quando l'aereo su cui stava tornando da Londra si schiantò a Loges-en-Josas, 12 miglia a sud-ovest di Parigi, nel dipartimento di Yvelines. L'aereo era un NC 701 Martinet e anche il tenente colonnello G.S. Naves rimase ucciso. Fu sepolto a Beaugency nel Loiret.

### Annotazioni
1. ↑  Suo padre era un amministratore di proprietà a Sologne.
2. ↑  Era la prima volta che un ufficiale francese veniva posto al comando di una squadriglia britannica.

### Fonti
1. 1 2 3 4 5 6 7 8 9 10 11 12 13  Battle of Britain.
2. 1 2 3  France Libre.
3. 1 2  Ciel de Gloire.
4. 1 2 3 4 5 6 7 8 9 10 11 12 13 14 15 16 17 18 19 20 21 22 23 24 25 26 27  Ordre de la Liberation.
5. 1 2 3 4 5 6 7  Aerosteles.